# Kanton Tarascon
Der Kanton Tarascon war bis 2015 ein französischer Wahlkreis im Département Bouches-du-Rhône und in der Region Provence-Alpes-Côte d’Azur. Er umfasste fünf Gemeinden im Arrondissement Arles; sein Hauptort (frz.: chef-lieu) war Tarascon. Die landesweiten Änderungen in der Zusammensetzung der Kantone brachten im März 2015 seine Auflösung.
Der Kanton war 128,04 km2 groß und hatte 18.091 Einwohner (Stand 2012).

## Gemeinden
| Gemeinde                   | Einwohner (Stand: 2022) | Code postal | Code Insee |
| -------------------------- | ----------------------- | ----------- | ---------- |
| Boulbon                    | 1531                    | 13150       | 13017      |
| Mas-Blanc-des-Alpilles     | 537                     | 13103       | 13057      |
| Saint-Étienne-du-Grès      | 2480                    | 13103       | 13094      |
| Saint-Pierre-de-Mézoargues | 228                     | 13150       | 13061      |
| Tarascon                   | 15.525                  | 13150       | 13108      |